# Mondd el
A Mondd el a magyar Bikini együttes 1987-ben kiadott nagylemeze, a második, amely már az új felállással készült el. Az album rendkívül jól sikerült, szinte az összes dala sláger lett és a mai napig közkedvelt. Több dal megírásában segédkezett Nagy Feró is, az "Adj helyet" pedig egy korábbi Rolls Frakció-dal feldolgozásaként került a lemezre.

## Közreműködtek
- D. Nagy Lajos (ének, vokál)
- Vedres József (gitár)
- Németh Alajos (basszusgitár, szintetizátor)
- Gallai Péter (billentyűs hangszerek)
- Hirleman Bertalan (dob, effektek)
- Makovics Dénes - szaxofon
- Nikolits Béla - ütöhangszerek

Makovics Dénes a későbbiekben a Bikini állandó tagja lett, azonban itt még csak vendégzenészként játszik, ahogy Nikolits Béla is.

## Számok listája
| # | LP # | Cím                    | Szerző                                      | Hossz |
| - | ---- | ---------------------- | ------------------------------------------- | ----- |
| 1 | A1   | Ébredés után           | Németh Alajos - Trunkos András              | 4:00  |
| 2 | A2   | Óriások és törpék      | Németh Alajos - Márkus József               | 3:07  |
| 3 | A3   | Megüssem vagy ne üssem | Németh Alajos - Nagy Feró                   | 3:30  |
| 4 | A4   | Mondd el               | Németh Alajos                               | 3:54  |
| 5 | B1   | Fagyi                  | Németh Alajos - Nagy Feró                   | 2:41  |
| 6 | B2   | Szavakat kiáltok       | Németh Alajos - Trunkos András              | 3:20  |
| 7 | B3   | Lóhere                 | Németh Alajos - Nagy Feró                   | 3:24  |
| 8 | B4   | Adj helyet             | Trunkos András - Dévényi Ádám - Tóth Miklós | 3:29  |
| 9 | B5   | Nehéz a dolga          | Németh Alajos - Nagy Feró                   | 3:19  |